# 山崩
山崩，又称山崩、山泥倾泻或土溜，是指在重力的影響下塊體沿着一段山坡下滑的坍方現象。若是土體坍方時，混和雨水或河水則演變成泥石流。

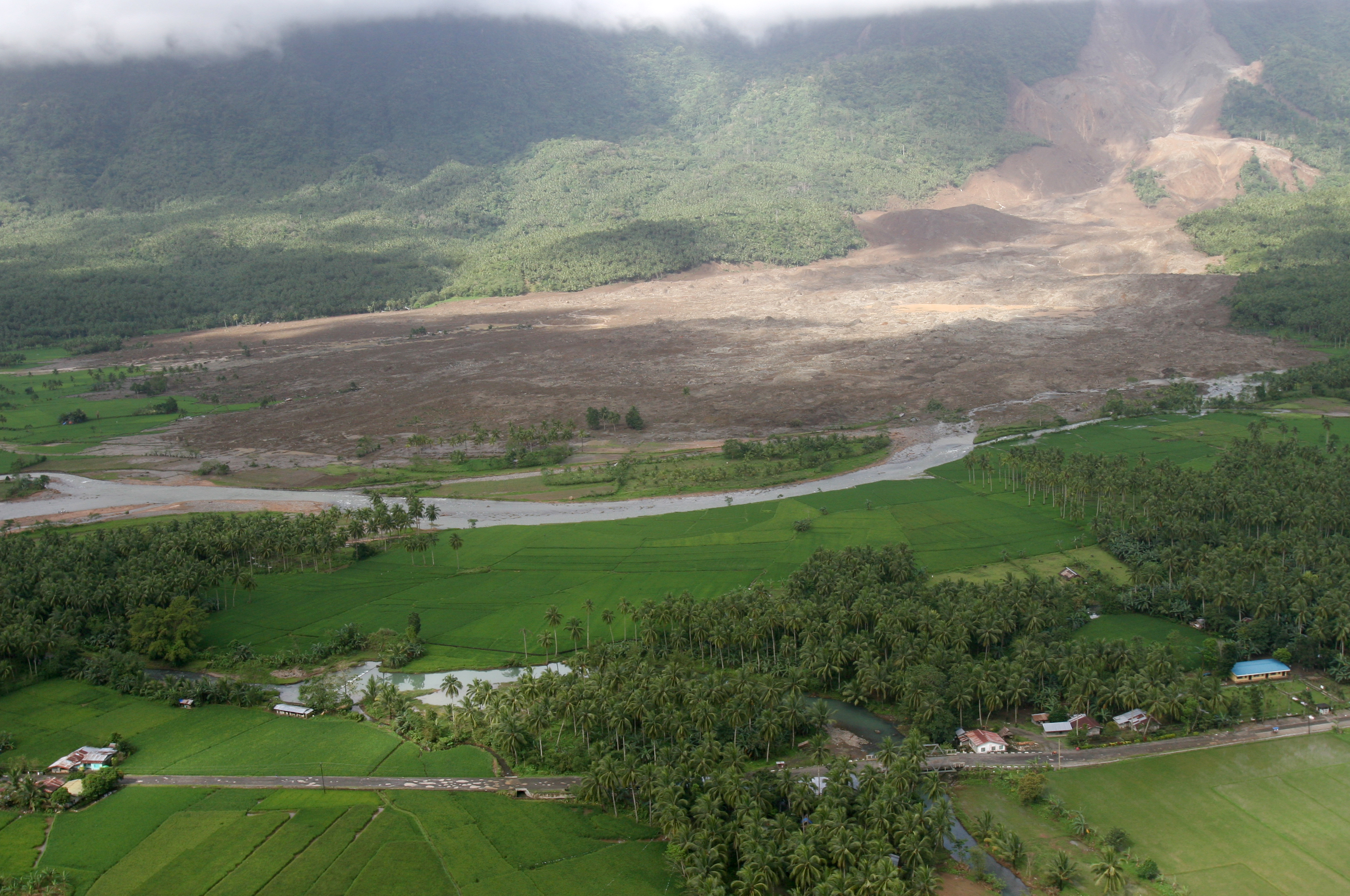
2006年2月17日早上，菲律賓中部莱特岛經過兩週暴雨後發生山崩，至少300人死亡，1,500人失蹤

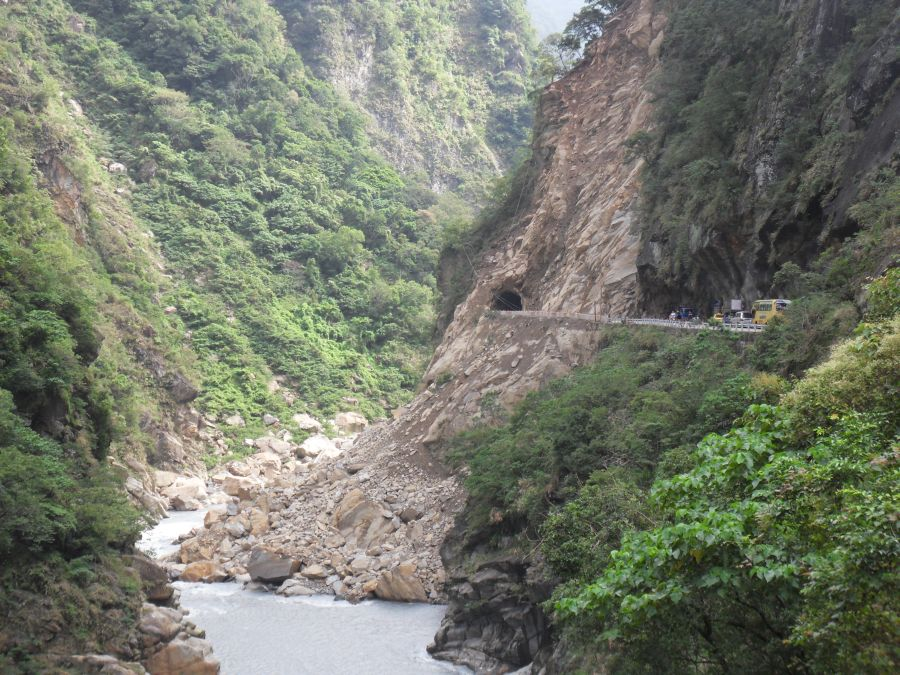
臺灣花蓮太魯閣峽谷山崩，交通受阻

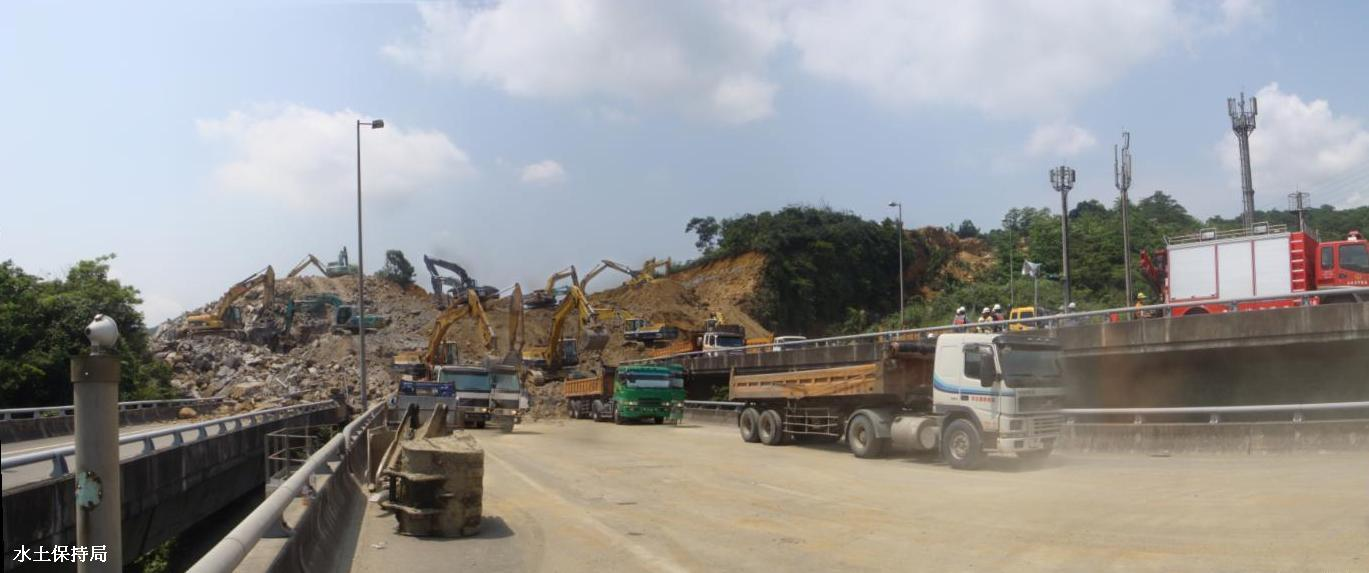
2010年4月25日下午，臺灣福爾摩沙高速公路七堵段發生國道三號崩塌事故，至少4人死亡

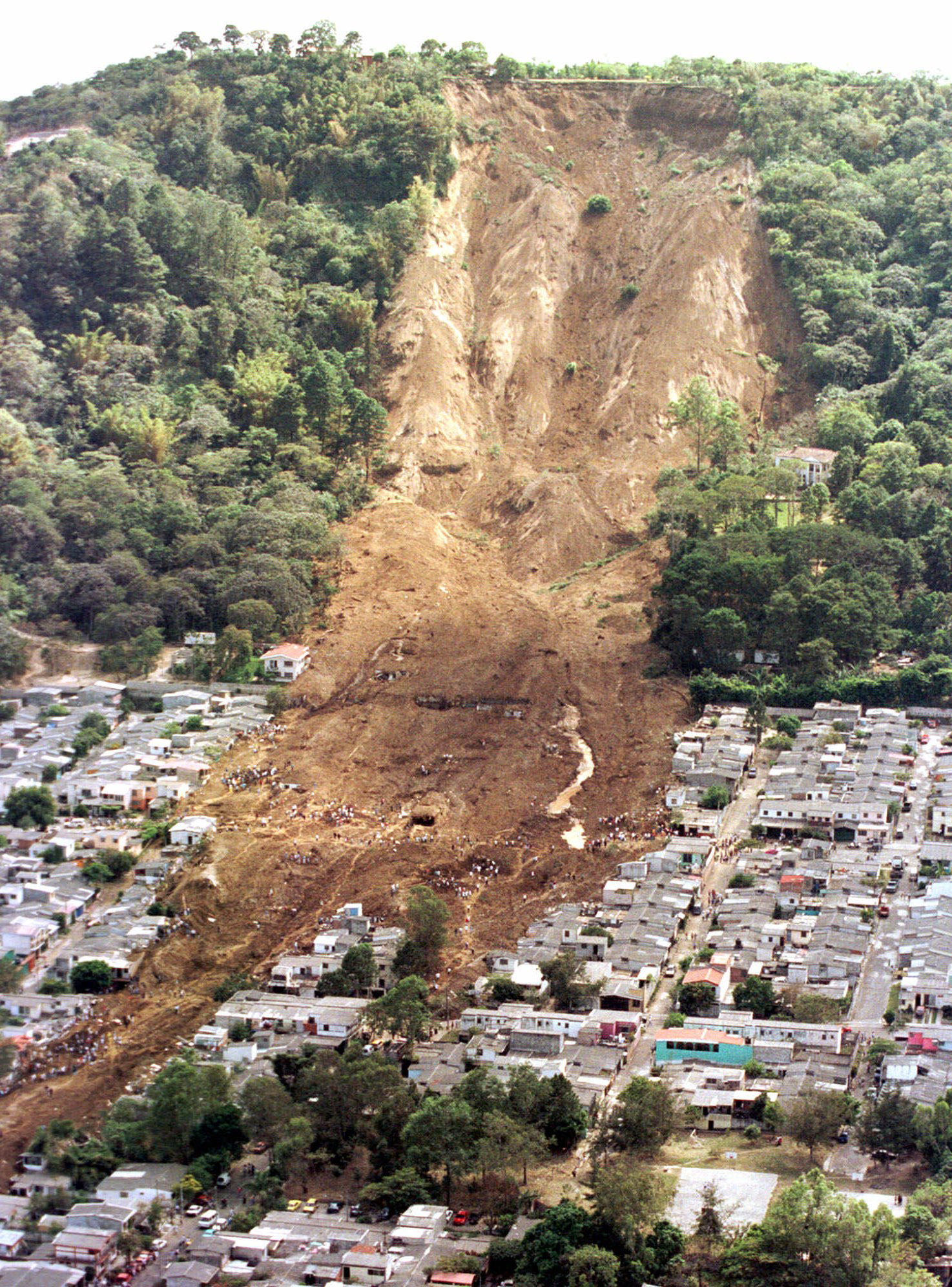
山崩

地滑又稱走山，是融合岩屑和土壤的岩體沿層面滑動或移動，與山崩不同。

## 原因
山崩最主要的原因是山坡上的岩石或土壤吸收了大量的水（例如：由于暴雨或融雪），导致岩石或土壤内部的摩擦力降低，土壤或岩石丧失其稳固性便會下滑。
當斜坡上的引力較抗力強，斜坡便會變得不穩固，並有倒塌的危險。
其它原因有：
- 地震
- 其它地壳运动
- 风和霜冻造成的风化
- 由于垦荒和强烈的采矿造成的土壤和植被的破坏
- 火山爆发
- 違規堆放沙泥

山崩发生的可能性由以下因素决定：
- 崩壞作用
- 地表的吸水性和透水性
- 山坡的坡度
- 是否有加固土壤稳定性的植被

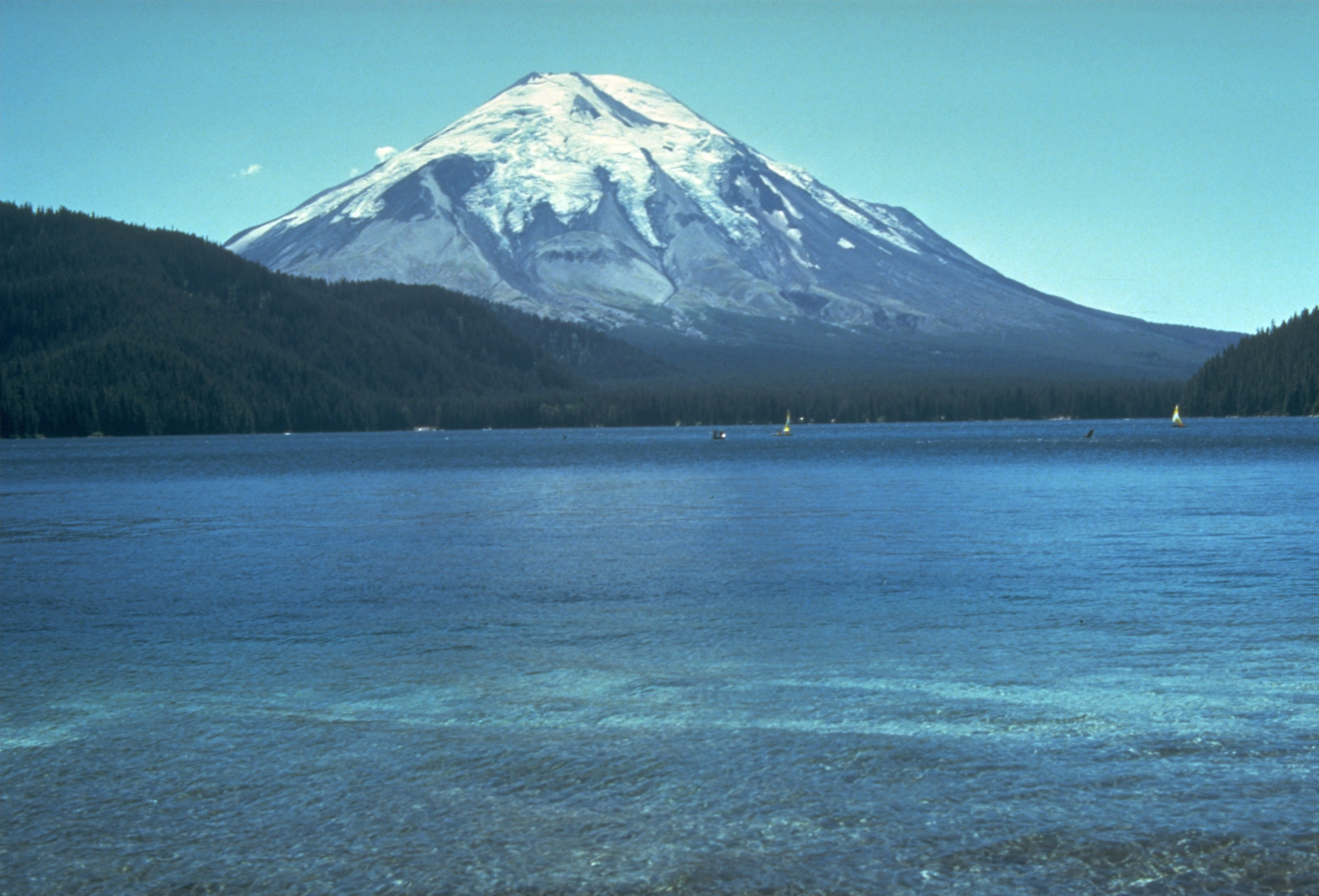
圣海伦斯火山

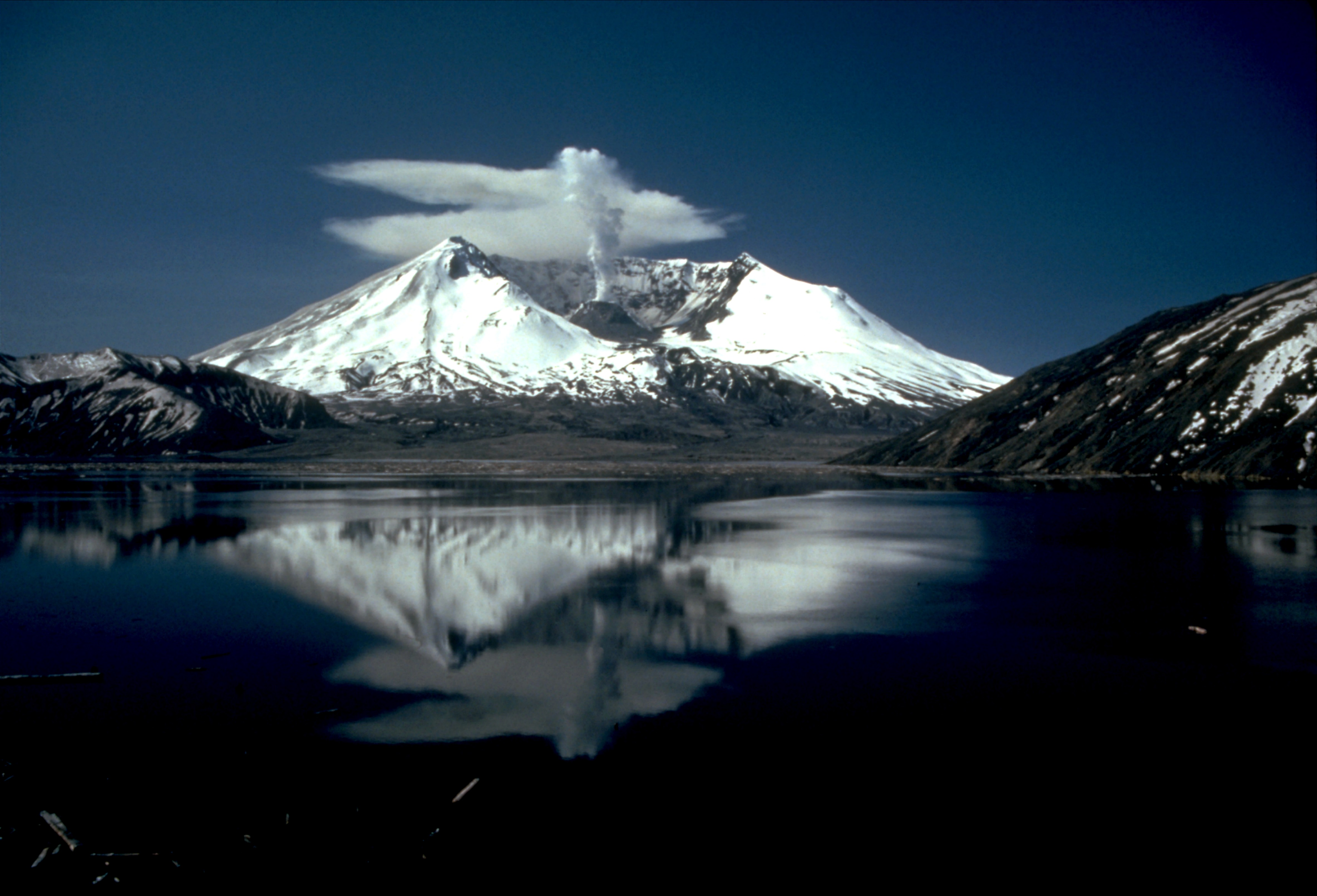
爆发后的圣海伦斯火山

- 是否有易滑动（比如粘土）的土壤或岩石层〈順向坡

## 形式
山崩是一个相當复杂的过程。参加山崩的物质沿山坡向下滚动，在这个过程中它还可能携带坡上其它的物质如树木、冰雪和建筑的部分结构。

## 导致全球性影响的山崩
山崩是一种常见的自然灾害。
由于板块运动造成的山崩却可能造成具有全球性影响的危害，例如：造成大规模的海啸。

## 防治
- 排水：排出滑坡体内的地下水，拦截可能流入滑坡体内的地表水；避免在滑坡区内修建蓄水工程，对滑坡区地表作防渗处理等；
- 稳坡：降低斜坡坡度，滑坡后部削方减重、滑坡前缘回填压脚；以生物、护坡工程来保护边坡等。
- 加固：采用各种抗滑桩、预应力锚索、预应力抗滑、抗滑明硐等工程，或采用灌浆、电化学加固、焙烧等方法，改变滑带岩土的性质来加固，增大滑面的抗滑力。
- 拦挡：建造挡土墙等工程。